# U.S. Route 258
 (mars 2025).
Si vous disposez d'ouvrages ou d'articles de référence ou si vous connaissez des sites web de qualité traitant du thème abordé ici, merci de compléter l'article en donnant les références utiles à sa vérifiabilité et en les liant à la section « Notes et références ».
La U.S. Route 258 (US 258) est une US Route auxiliaire de la US 58 se trouvant en Caroline du Nord et en Virginie. La route parcourt 220,15 miles (354,30 km) depuis l'intersection avec la US 17 Bus. et la NC 24 Bus. à Jacksonville, Caroline du Nord jusqu'à la SR 143 à Fort Monroe à Hampton, Virginie. En Caroline du Nord, la US 258 relie Jacksonville avec les communautés des Inner Banks que sont Kinston, Snow Hill, Farmville, Tarboro et Murfreesboro.

## Description du tracé

### Caroline du Nord
La US 258 débute à l'intersection avec la US 17 Bus et la NC 24 Bus à Jacksonville. Elle se dirige vers le nord et passe par Richlands et Kinston. À Kinston, elle forme un multiplex avec la US 70 en contournant la ville par le sud. Elle se continue vers le nord jusqu'à Snow Hill où elle forme un multiplex avec la US 13 jusqu'au sud de Farmville. Elle y contourne la ville et frome un multiplex avec l'I-587. Elle poursuit vers le nord jusqu'à Tarboro, où elle rencontre la US 64. Les deux routes forment un court multiplex dans la ville et la US 258 continue vers le nord-est. Sur sa route vers Murfreesboro, elle passe par Scotland Neck et Richland Square. À Murfreesboro, elle forme un multiplex avec la US 158. Au nord-est de la ville, elle atteint la frontière de la Virginie.

### Virginie
La route entre en Virginie au sud de Franklin. Elle atteint la ville et croise la US 58. Elle continue vers le nord-est et passe par Windsor et Smithfield. Là, elle bifurque vers le sud-est jusqu'à ce qu'elle rencontre la US 17. Les deux routes forment un multiplex afin de traverser la James River sur le James River Bridge. De l'autre côté du pont, à Newport News, les routes se séparent et la US 258 se dirige vers l'est. Elle atteint la ville de Hampton, où elle prend fin à l'entrée de Fort Monroe.

## Intersections majeures
Caroline du Nord
 US 17 Bus. / NC 24 Bus. à Jacksonville
 US 70 à Kinston. Les routes forment un multiplex dans la ville.
 US 13 à Snow Hill. Les routes forment un multiplex jusqu'au sud de Farmville.
 US 264 à Farmville. Les routes forment un multiplex dans la ville.
 I-587 à Farmville. Les routes forment un multiplex dans la ville.
 US 64 à Tarboro. Les routes forment un multiplex dans la ville.
 US 158 à Murfreesboro. Les routes forment un multiplex dans la ville.
Virginie
 US 58 à Franklin
 US 460 à Windsor
 US 17 près de Smithfield. Les routes forment un multiplex jusqu'à Newport News.
 US 60 à Newport News
 I-64 à Hampton
 SR 143 à l'entrée de Fort Monroe à Hampton